# Iden des März

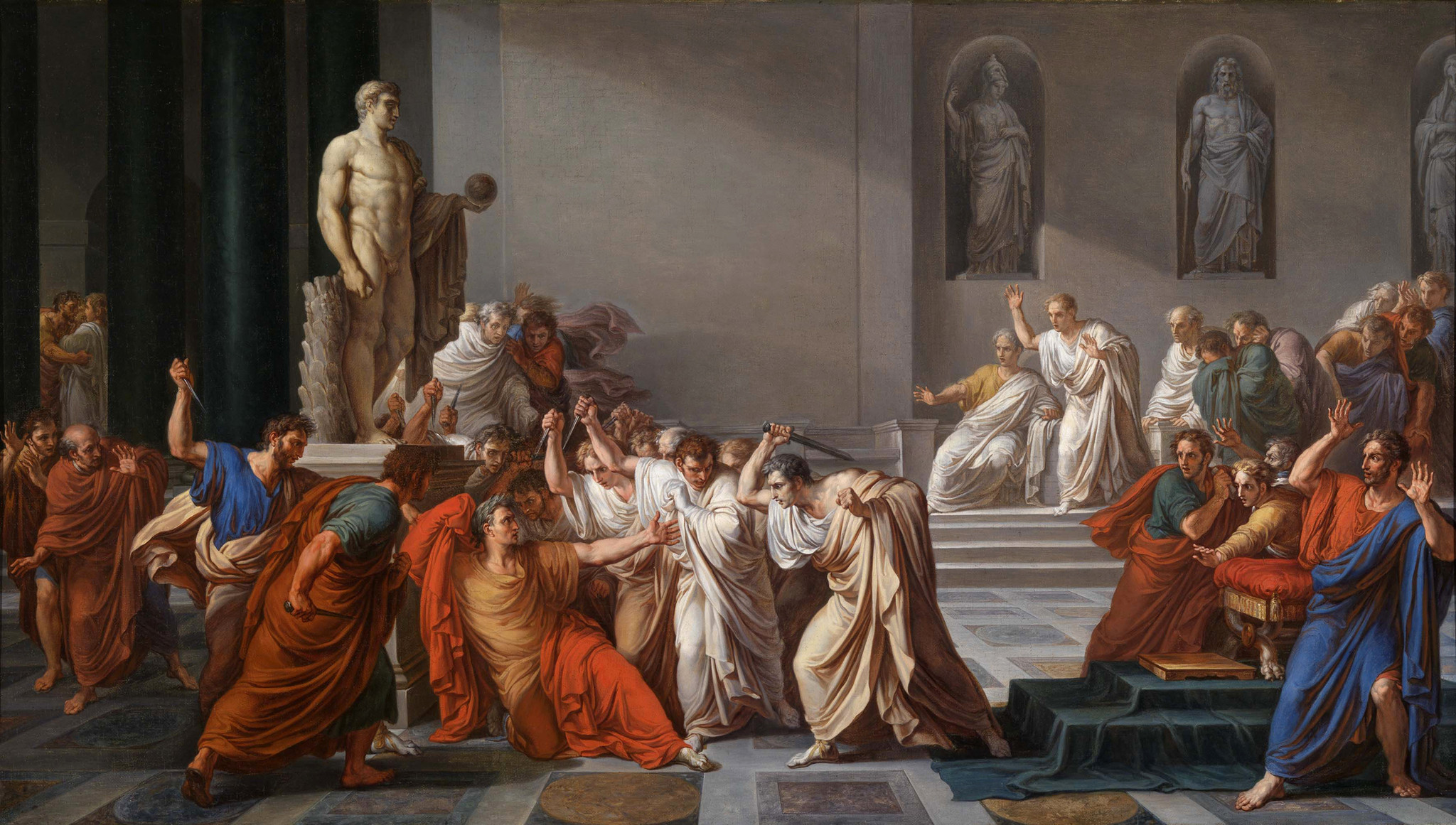
Vincenzo Camuccini: Der Tod des Cäsar (1798)

Bei den Iden des März (von lateinisch Idus Martiae) handelt es sich um eine in vielen Sprachen gebräuchliche Metapher für bevorstehendes Unheil, die auf die Ermordung Gaius Iulius Caesars am 15. März des Jahres 44 v. Chr. Bezug nimmt. Caesar war vor den Iden dieses Monats gewarnt worden.
Als Iden (Pluralwort) wurde im römischen Kalender der Tag in der Monatsmitte bezeichnet. Im Martius (März) sowie in den Monaten Maius (Mai), Quintilis (Juli) und October (Oktober) fiel er auf den 15., in den anderen Monaten auf den 13. Tag des Monats.
Die Metapher dient als Titel oder Teil des Titels von Werken der Musik, Literatur oder Darstellenden Kunst.

## In der Literatur
- William Shakespeare verwendete den Begriff in seinem Drama Julius Caesar und machte ihn so noch populärer.
- Thornton Wilder veröffentlichte 1948 den Briefroman Die Iden des März über die Ermordung Caesars.
- Heinrich Heine veröffentlichte 1844 Zur Beruhigung, in dem die Iden des März vorkommen.
- Friedrich Dürrenmatt veröffentlichte 1949 das Stück Romulus der Große, welches an den Iden des März spielt.

## In der Musik
- Die Jazzrock-Gruppe Colosseum veröffentlichte auf ihrem 1969 erschienenen Album Those Who are About to Die Salute You das Instrumentalstück Beware the Ides of March, welches als Paraphrase zu A Whiter Shade of Pale der Gruppe Procol Harum angesehen werden kann.
- Auf dem Album Church of Anthrax (1971) von John Cale und Terry Riley findet sich das Lied Ides of March.
- Das Album Killers der britischen Heavy-Metal-Band Iron Maiden beginnt mit einem Intro namens The Ides of March (1981).
- Auf dem Album Discovering the Waterfront der kanadischen Post-Hardcore-Band Silverstein aus dem Jahr 2005 befindet sich ein Lied namens The Ides of March.
- Die Art-Rock-Band A Whisper in the Noise veröffentlichte im Jahr 2002 ein Album mit dem Titel Through the Ides of March.
- Der US-amerikanische Musiker, Sänger und Songwriter Myles Kennedy (Alter Bridge, Slash feat. Myles Kennedy & The Conspirators) veröffentlichte 2021 ein Soloalbum mit dem Titel „The Ides Of March“.
- Das Musikvideo zu dem Lied "Caesar on a TV Screen" der Band The Last Dinner Party wurde von den Iden des März inspiriert.

## In Film und Fernsehen
- Im Jahr 2011 drehte George Clooney einen Film über Intrigen beim Präsidentschaftswahlkampf mit dem Titel The Ides of March – Tage des Verrats (The Ides of March).
- In der Serie Xena – Die Kriegerprinzessin sind die Ides of March Episodentitel in der 4. Staffel. Xena und Gabrielle geraten in römische Gefangenschaft und werden gekreuzigt. Zeitgleich wird Gaius Iulius Caesar durch eine Verschwörung einer Gruppe Senatoren ermordet.
- In der Fernsehserie Die Simpsons warnt Homer Simpsons Tochter Lisa ihren Vater in der 6. Staffel; Folge Nr. 12 (Homer der Auserwählte) vor den Iden des März, als Metapher für seinen bevorstehenden Fall, nachdem er von einer „Steinmetz-Loge“ zum Auserwählten ausgerufen wurde.
- In der Netflix-Serie The Crown, Staffel 4, Episode 10, weist Prinz Philip seine Frau, Königin Elisabeth II., während eines Gesprächs mit ihrem Sohn, Prinz Charles, auf die Iden des März hin, als im Fernsehen erklärt wurde, dass der Premierministerin Margaret Thatcher der politische Dolchstoß versetzt werden soll.
- Die dritte Folge der zweiten Staffel der Netflix-Serie Diplomatische Beziehungen heißt "Die Iden des März". Dabei geht es um ein politisches Komplott, in das der Britische Premierminister involviert ist.